# ГАЗ-АА

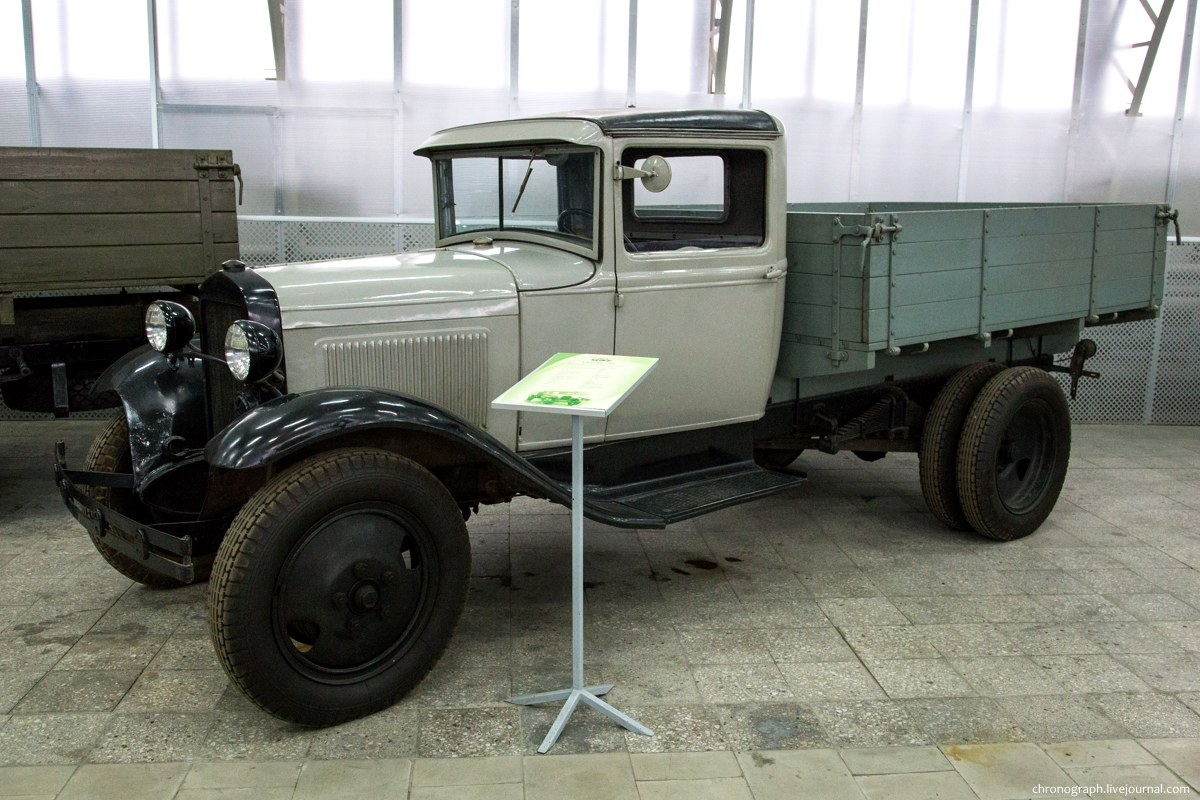
ГАЗ-АА производства 1934—1938 годов

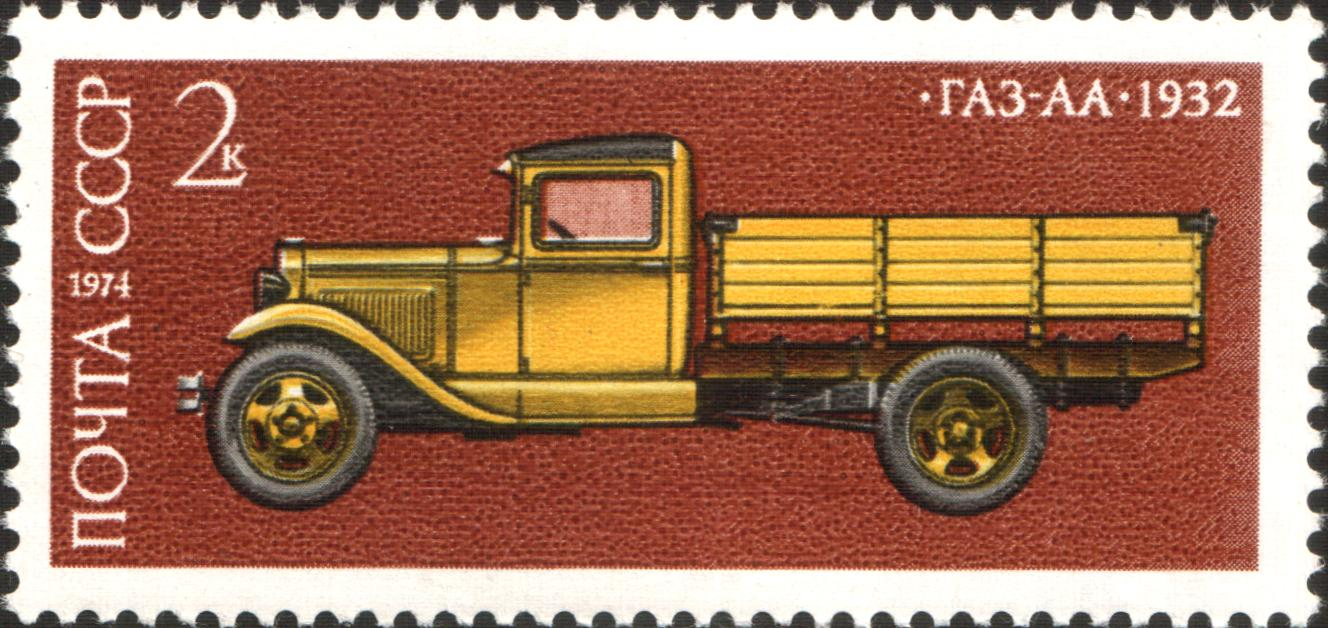
ГАЗ-АА на почтовой марке СССР 1974 года

ГАЗ-АА («полу́торка»; в литературе также ГАЗ-2А) — советский среднетоннажный грузовой автомобиль Нижегородского (в 1932 году), позже Горьковского автозавода, грузоподъёмностью 1,5 т (1500 кг).
Образцом послужил американский грузовик Форд модели АА образца 1930 года, но впоследствии он перепроектирован по советским чертежам.

## История
Изначально было выпущено 10 образцов американского грузовика Форд модели АА образца 1930 года на заводе «Гудок Октября» в Канавине, но впоследствии перед запуском Нижегородского автомобильного завода (НАЗ) советские инженеры подготовили собственные чертежи, пересмотрев конструкцию, узлы, платформу, и уже первый серийный НАЗ-АА сошёл с конвейера НАЗ 29 января 1932 года.
Уже к концу года завод, переименованный вслед за городом в Горьковский автомобильный, выпускал по 60 грузовиков ГАЗ-АА в сутки.
В отличие от американского Форда модели АА, на ГАЗ-АА были усилены картер сцепления, рулевой механизм, установлен воздушный фильтр, ещё в 1930 году по советским чертежам спроектирован бортовой кузов.
Полностью из советских комплектующих ГАЗ-АА собирали с 1933 года.
До 1934 года кабина была выполнена из дерева и прессованного картона, а потом заменена на металлическую кабину с дерматиновой крышей.
В 1938 году грузовик был модернизирован и получил мотор ГАЗ-ММ мощностью 50 л. с. (его модификация ГАЗ-М устанавливалась на легковой автомобиль ГАЗ-М1 «Молотовец-1», более известный как «Эмка»), усиленную подвеску и новый рулевой механизм и карданный вал. Внешних отличий у ГАЗ-АА от ГАЗ-ММ не было. В связи с нехваткой двигателей ГАЗ-М, производство автомобилей с прежним двигателем продолжалось вплоть до 1942 года.
В 1942 году конструкция была упрощена — кабина и подножки стали деревянными, а вместо дверей использовались пологи из брезента; на машины не устанавливались бамперы, фары с правой стороны и передние тормоза; крылья стали плоскими, а откидным был только задний борт. Существовала также модификация ГАЗ-АА с самосвальным кузовом, в начале выпуска именовавшаяся ГАЗ-С1, позже ГАЗ-410. Принцип действия этого самосвала был достаточно интересен: равномерно распределённый в кузове груз должен был под собственной тяжестью опрокидывать платформу назад, если бы не специальное запорное устройство, рукоятка которого находилась у середины левого борта.
В 1944 году довоенная комплектация была частично восстановлена: появились деревянные двери, то есть кабина опять стала деревянно-металлической (и оставалась таковой до окончания производства грузовика), позже снова появились передние тормоза, откидные боковые борта и вторая фара. Последний ГАЗ-ММ сошёл с горьковского конвейера 10 октября 1949 года.
Ещё год (а по некоторым данным, до 1956 года) «полуторку» собирали в Ульяновске, где их выпускали с 1947 года.
Годы выпуска НАЗ (ГАЗ)-АА/ГАЗ-ММ: на НАЗе/ГАЗе — 1932—1949; на московском заводе КИМ — 1933—1939; на Ростовском автосборочном заводе — 1939—1941; на УльЗиСе — 1947—1950. Было выпущено 985 000 экземпляров ГАЗ-АА, ГАЗ-ММ и их производных, в том числе в течение 1941—1945 годов — 138 600.

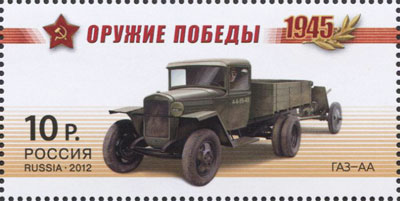
ГАЗ-АА на почтовой марке России 2012 года из серии «Оружие Победы»

К 20 июня 1941 года автопарк РККА насчитывал 151 100 таких машин. Таким образом, «полуторка» стала самым массовым автомобилем РККА, их можно было встретить на дорогах страны вплоть до конца 1960-х годов (в частности, в Забайкалье — по меньшей мере до 1968 года).
В 1941 году в блокадном Ленинграде бензин был в дефиците, но водород имелся в большом количестве. Военный техник Борис Шелищ предложил использовать воздушно-водородную смесь для работы установок заградительных аэростатов. На водород перевели двигатели внутреннего сгорания ГАЗ-АА автомобилей-установок аэростатов заграждения, для работы их лебёдок подъёма и опускания аэростата. Во время блокады в осаждённом городе на водороде работало около 600 автомобилей.

## Особенности конструкции
Конструктивно простой и технологичный грузовой автомобиль ГАЗ-АА был выполнен по классической схеме на рамном шасси с рессорной подвеской. Оперение кабины унифицировано с легковым автомобилем ГАЗ-А.
Особенностью конструкции было устройство задней подвески и трансмиссии, где в качестве продольной тяги использовалась так называемая толкающая труба (англ. torque tube), внутри которой располагался закрытый карданный вал. Труба передавала толкающее усилие от заднего моста на среднюю поперечину рамы через стальную чашку сферической формы, а не бронзовую втулку как было означено ранее во многих источниках. Сферическую часть карданной трубы удерживали две получашки из ковкого чугуна, которые часто деформировались при движении назад с нагрузкой. Недостаточной живучестью отличалось и крепление реактивной тяги передней подвески, воспринимавшей усилие при торможении. Соответственно, пробег на отказ у «полуторки» был значительно меньше, чем у «трёхтонки» ЗИС-5, к тому же «полуторка» почти всегда эксплуатировалась со значительным (до двукратного) перегрузом.
Его шасси послужило базой для создания целого ряда специализированных и специальных модификаций военного и гражданского назначения: зарядно-осветительные электростанции, радиостанции, радиосистема дальнего обнаружения РУС-2, радиомастерские и ремонтные «летучки», автолаборатории санитарно-гигиенического и противохимического назначения, топливо- и маслозаправщики, аэродромные пусковые машины, акустические и световые установки ПВО, различные цистерны, поливомоечные машины, кареты скорой помощи и т. д.
Агрегаты ГАЗ-АА и -ММ широко применялись при создании военных машин, включая лёгкие танки Т-37 и Т-38, бронеавтомобилей БА-6 и БА-10, самоходной установки СУ-12 с 76,2-миллиметровой полковой пушкой, артиллерийских тягачей, «Катюши» БМ-8-36 и другой техники.

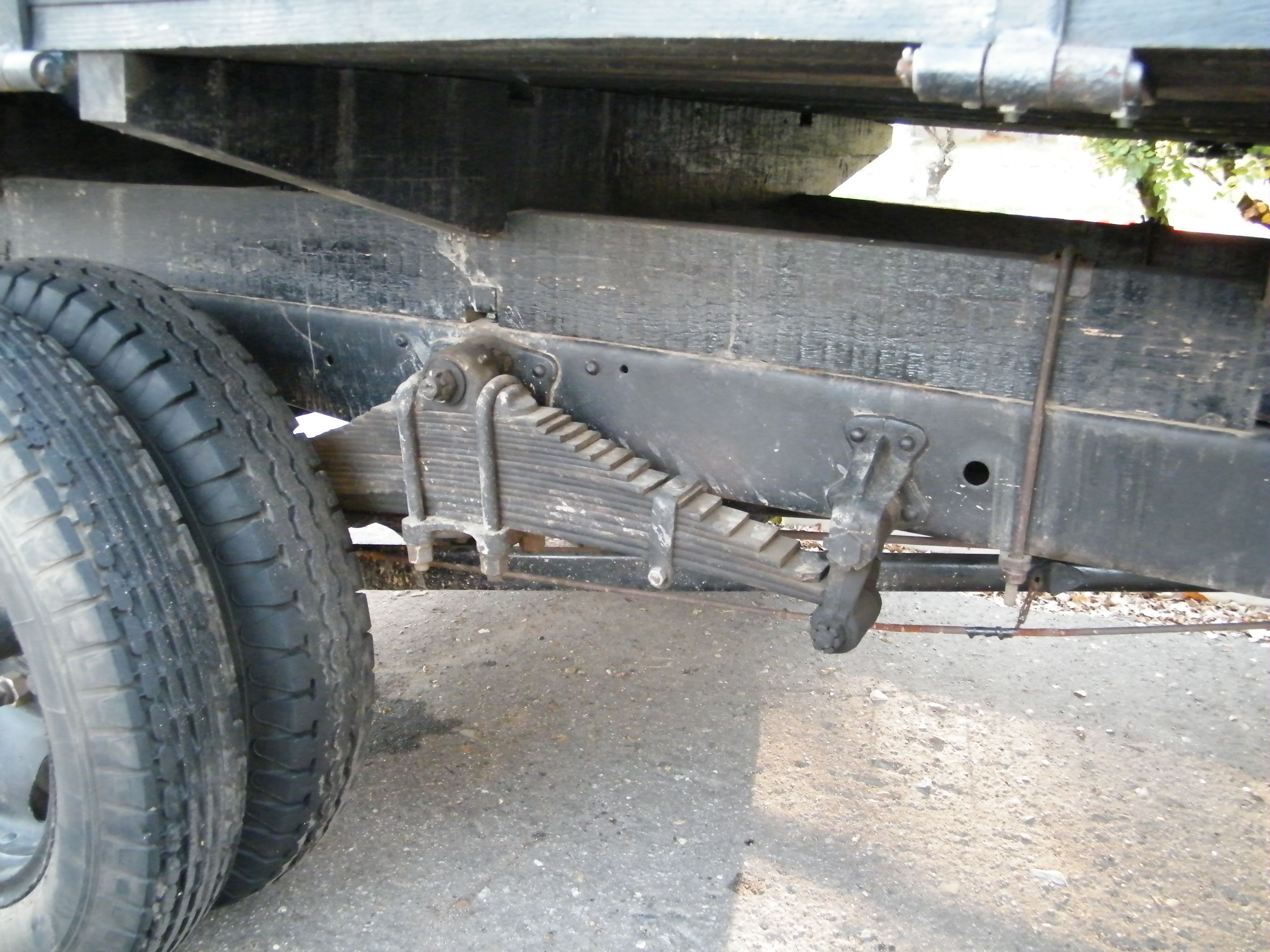
Задний мост на продольных полуэллиптических рессорах (кантилеверная подвеска)
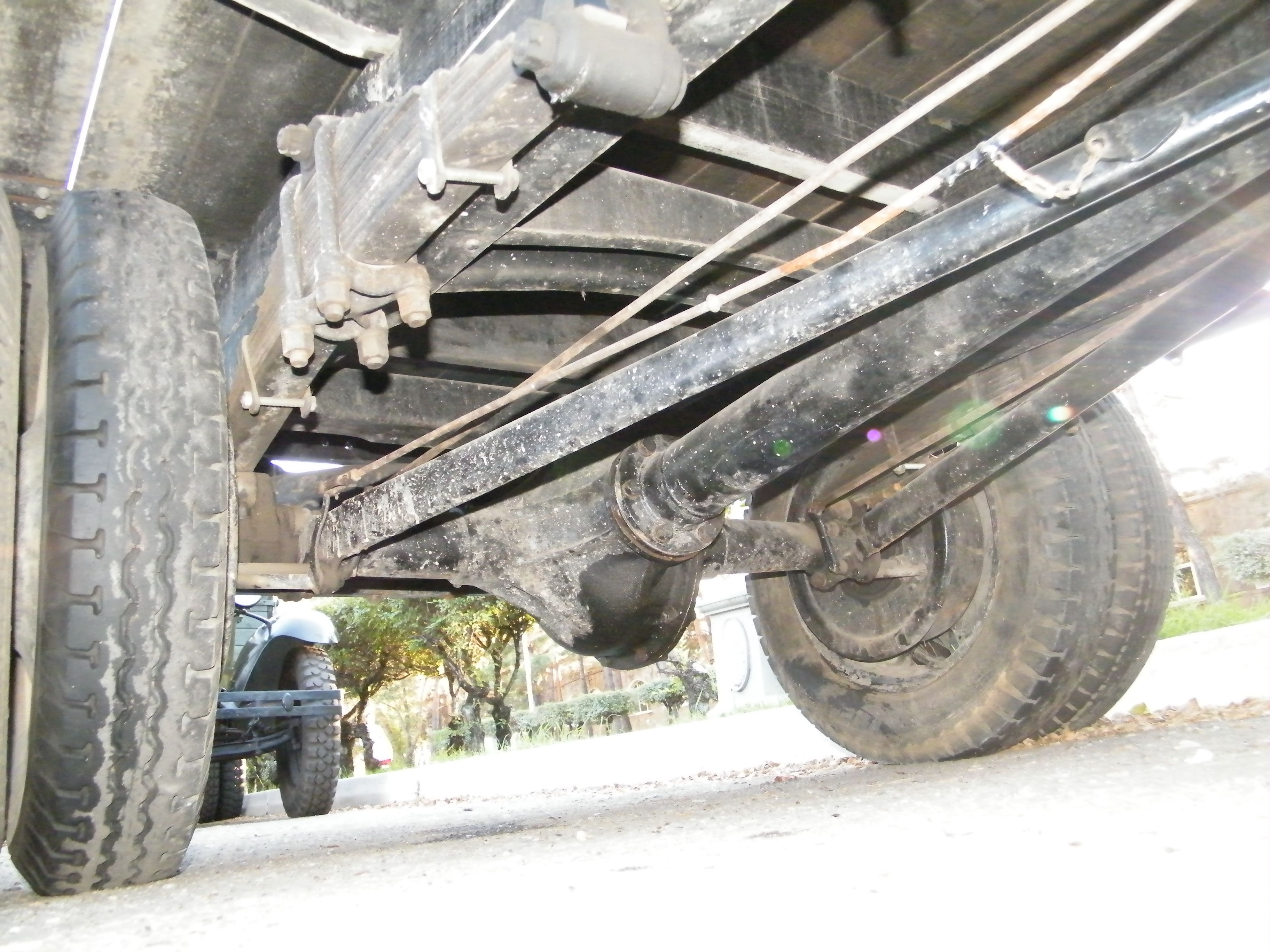
Карданный вал проходит в трубе, которая также является реактивной тягой заднего моста
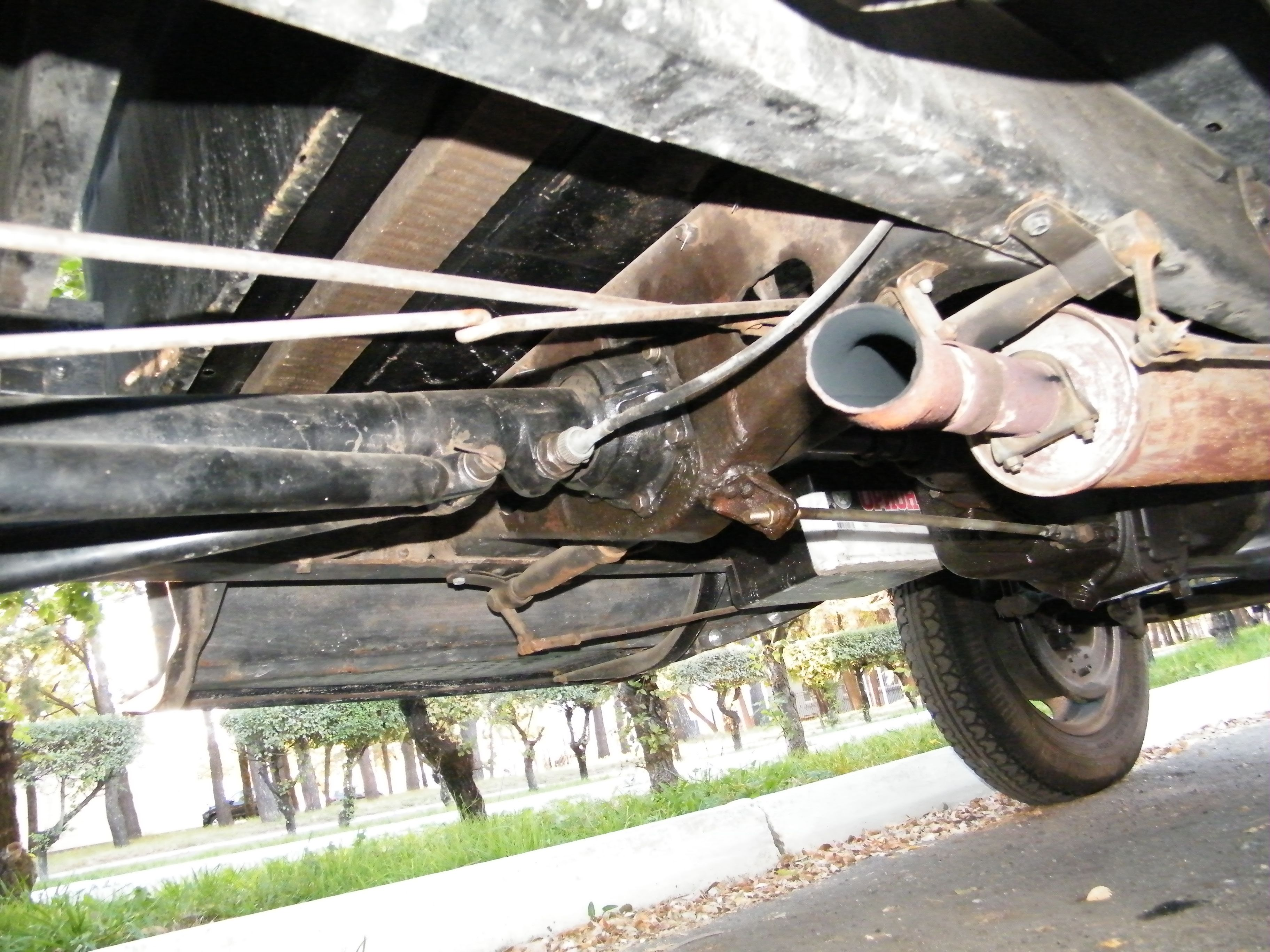
Крепление трубы с карданным валом к коробке передач, виден гибкий тросик привода спидометра
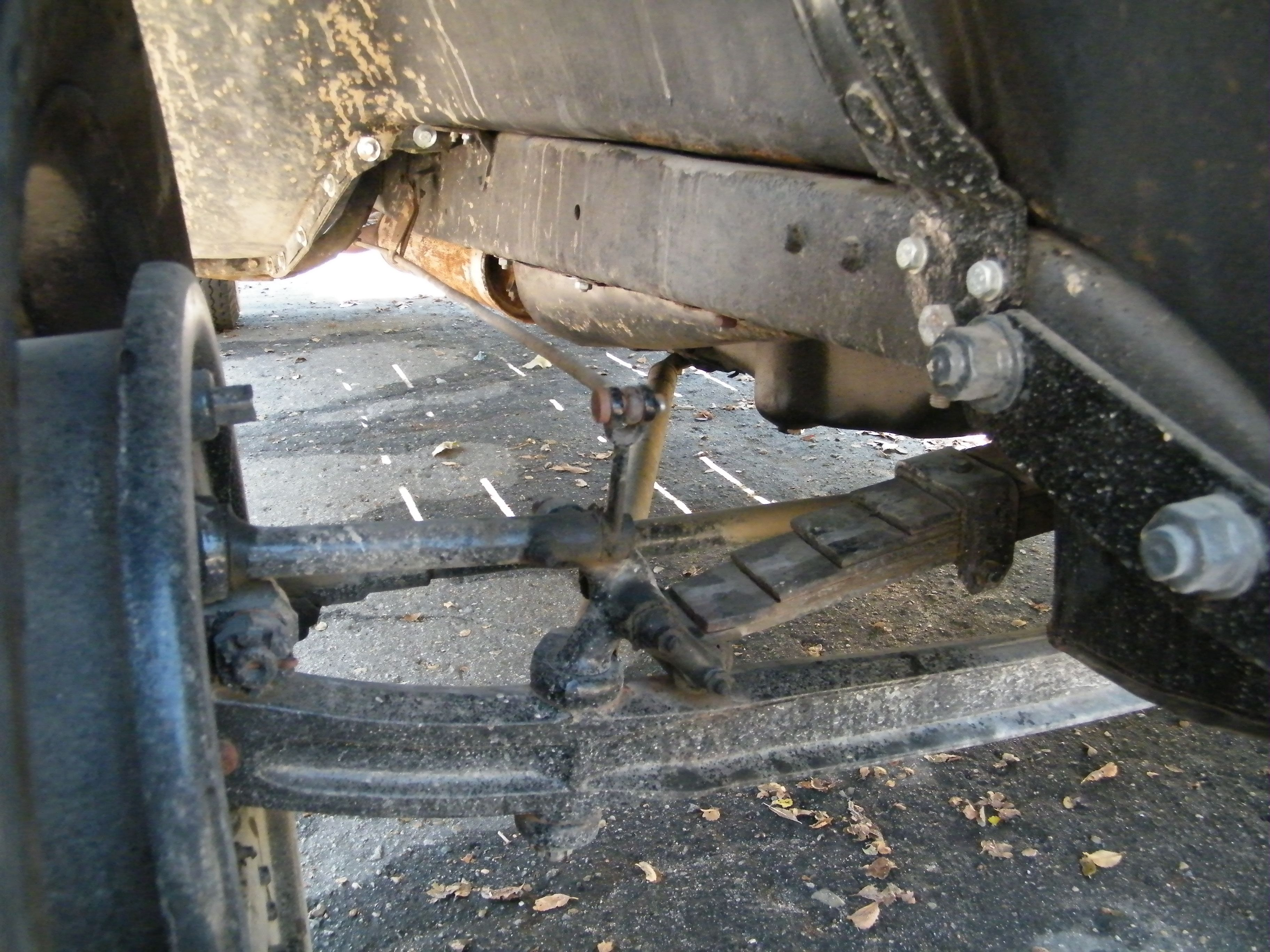
Передний мост на поперечно расположенной полуэллиптической рессоре, видна тяга к тормозному механизму
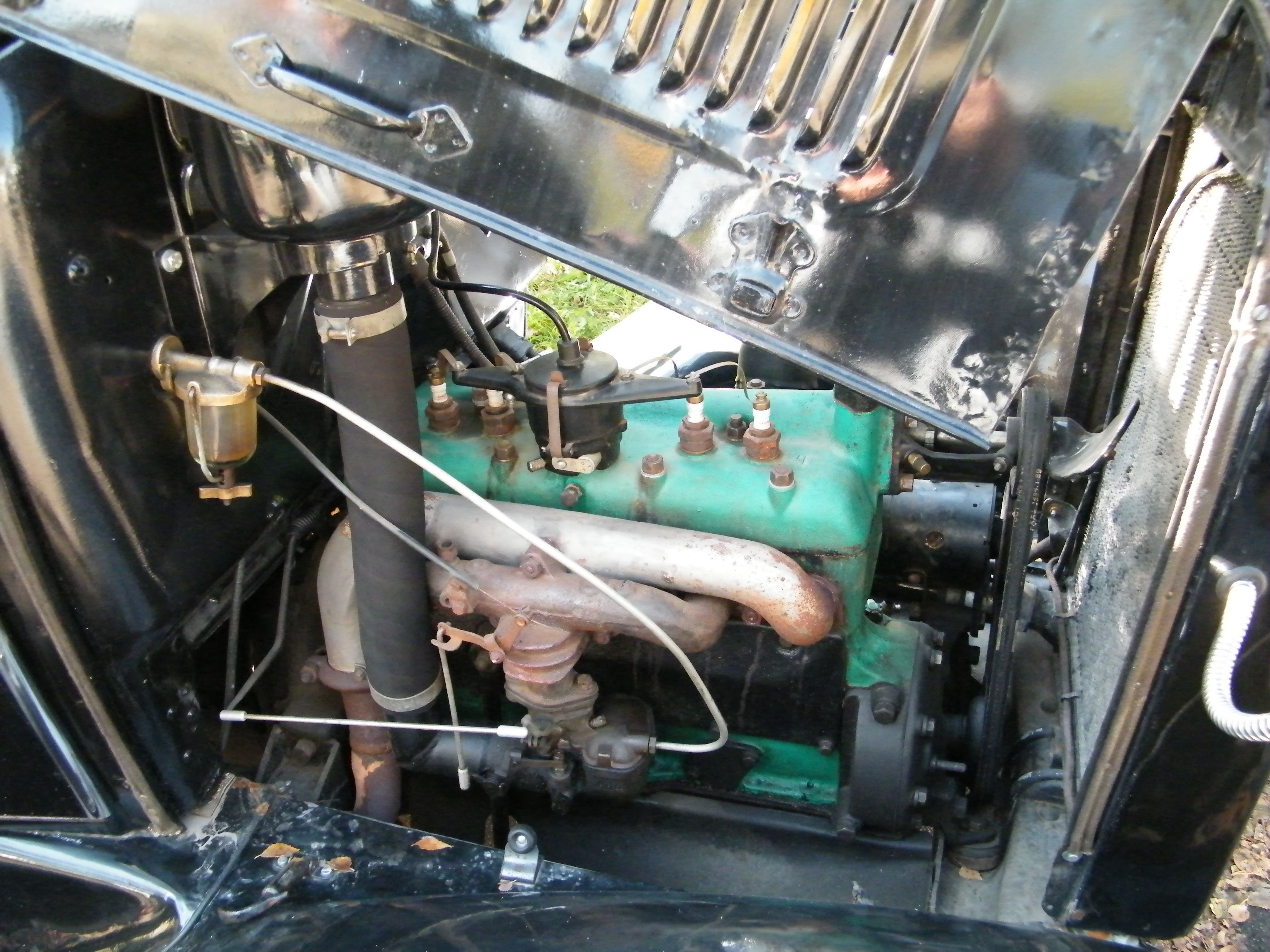
ГАЗ-АА, двигатель, правая сторона
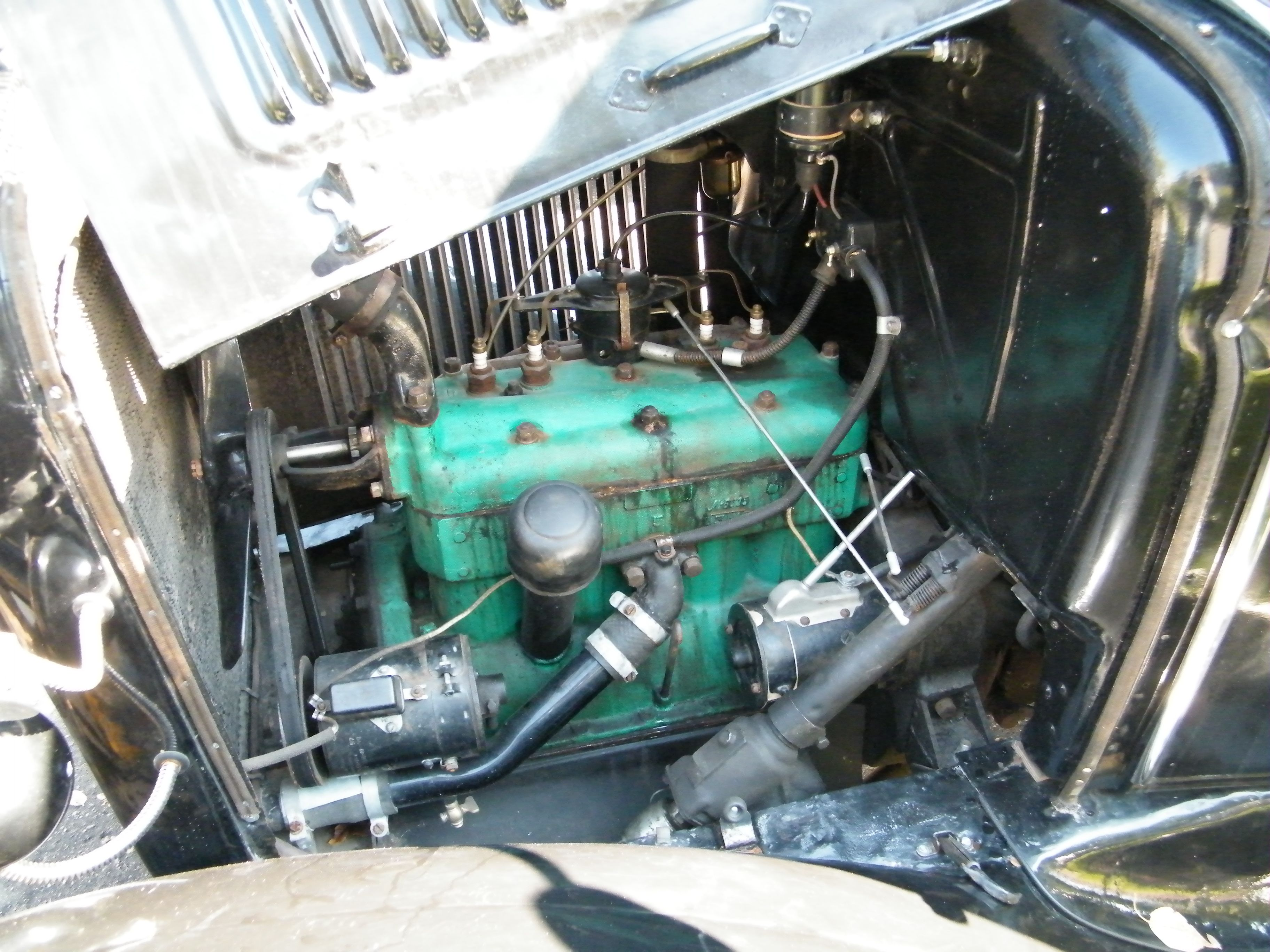
ГАЗ-АА, двигатель, левая сторона
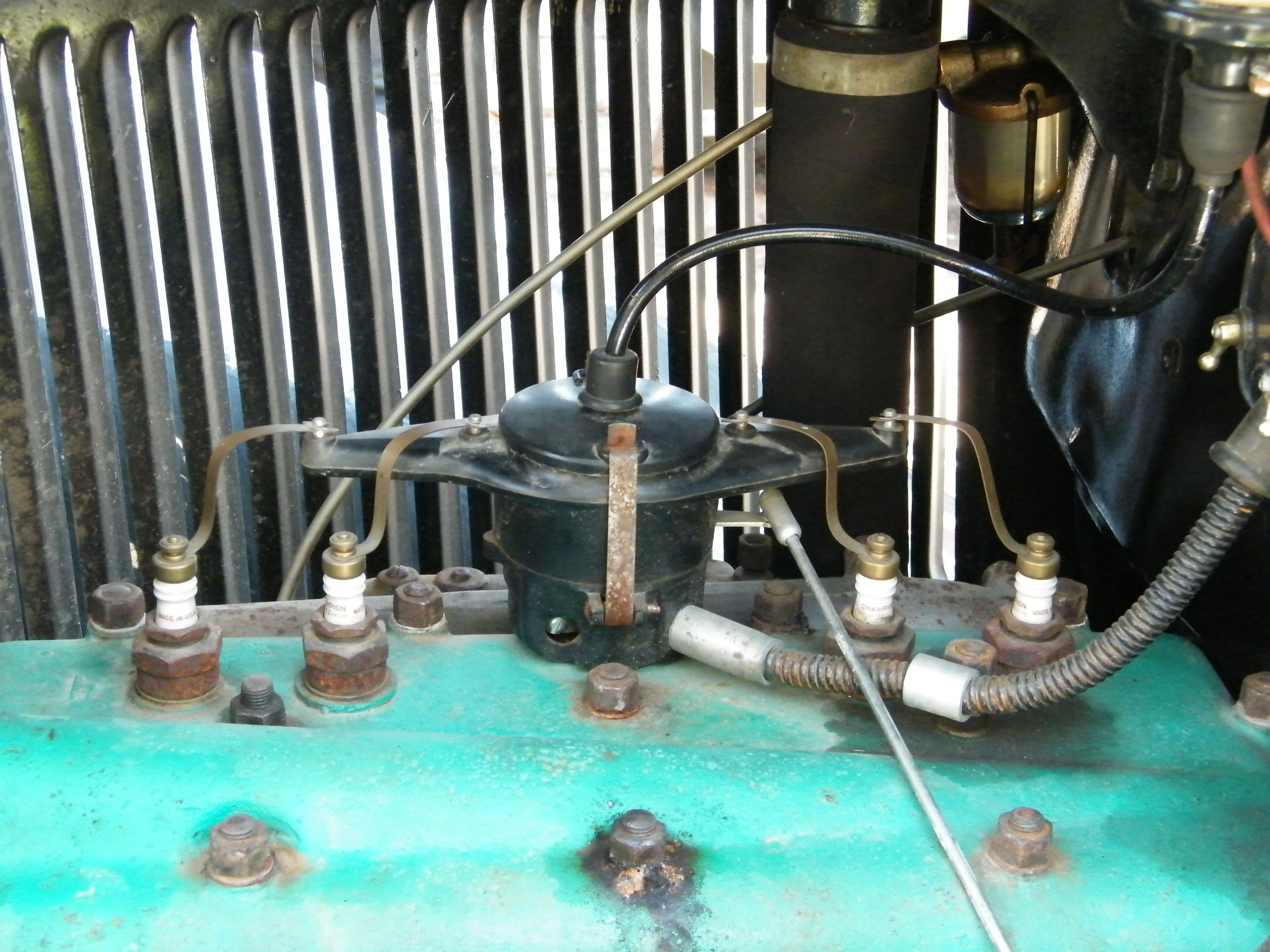
ГАЗ-АА, трамблёр с дистанционной регулировкой угла опережения зажигания

## Основные модификации на базе ГАЗ-АА и ГАЗ-ММ

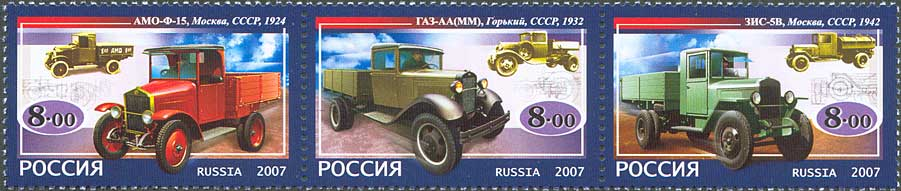
Грузовые автомобили: АМО-Ф-15, ГАЗ-АА, ЗИС-5В. Почтовая марка России, 2007 год

- ГАЗ-ААА — шестиколёсный (трёхосный с колёсной формулой 6 × 4) грузовой автомобиль повышенной проходимости грузоподъёмнью 2,0 т. Создан на базе лицензионного грузовика «Форд-Тимкен» образца 1931 года. Годы выпуска: 1934—1943. В 1937 году получил более мощный (50 л. с.) двигатель и другие комплектующие от ГАЗ-ММ. Общий выпуск до 1943 года составил 37373 ед. На базе ГАЗ-ААА серийно выпускались штабной автобус ГАЗ-05-193 (1936—1945), а также серийные бронеавтомобили БА-6 (1936—1938, 394 ед.), БА-10А (1938—1939) и БА-10М (1939—1941, суммарно 3331 ед.). В конце 1930-х годов на укороченные шасси ГАЗ-ААА были переставлены бронекорпуса выработавших ресурс бронеавтомобилей ранних серий, таким образом были получены бронеавтомобили БА-27М (1937—1938), БАИ-М и БА-3М (1939—1940). Кроме того, были созданы опытные БА-6 м и БА-9; опытные плавающие бронеавтомобили ПБ-4 (1933—1934, 6 ед.) и ПБ-7 (1936/37, 1 ед.). Выпускалась боевая химическая машина БХМ-1 (1935—1937), был создан опытный санитарный бронетранспортёр БА-22 на 10 раненых (1937).[7]
- БА-10 — осенью 1941 — весной 1942 года остаточная партия бронекорпусов БА-10М, остававшаяся на Ижорском заводе, была поставлена на двухосные шасси ГАЗ-ММ. Данные бронеавтомобили поступали только на Ленинградский фронт.
- ГАЗ-410 — самосвал на шасси ГАЗ-АА и ГАЗ-ММ, грузоподъёмность 1,2 т, кузов цельнометаллический саморазгружающегося типа. Годы выпуска: 1934—1946.
- ГАЗ-42 — газогенераторная модификация, использовавшая в качестве топлива деревянные чурки. Мощность двигателя — 35—38 л. с., грузоподъёмность паспортная — 1,0 т (реальная меньше, так как значительную часть укороченной платформы занимал 150—200-килограммовый запас чурок). Годы выпуска: 1938—1950.
- ГАЗ-43 — газогенераторная версия на угле. Отличалась меньшими габаритами газогенераторной установки. Выпускалась малыми партиями в 1938—1941 годах.
- ГАЗ-44 — газобаллонная версия на сжатом (компримированном) газе. Баллоны с газом располагались под грузовой платформой. Выпущена малой партией в 1939 году.

На автомобилях первых выпусков ставился редуктор НАТИ-СГ6, заменённый впоследствии редуктором НАТИ-СГ19. Двухмембранный редуктор НАТИ-СГ19 был компактней одномембранного НАТИ-СГ6.
Вся аппаратура размещалась под капотом двигателя. Редуктор размещался над двигателем, что давало ему достаточный подогрев, предотвращающий замерзание. Для контроля указателя запаса газа в баллонах на облицовке переднего бруса кабины ставился манометр. 60 кубических метров сжатого газа хранилось в шести баллонах. Масса газовой установки составляла 420 кг. Газовое оборудование выпускал Куйбышевский карбюраторный завод.
Средний пробег автомобиля без пополнения запасов газа зависел от топлива и составлял: 150 км на коксовом и светильном газе, 200 км на синтез-газе, 300 км на метане.
- НАТИ-3 — опытная полугусеничная модификация с резинометаллической гусеницей с приводом ленивца от стандартного моста. Испытывалась в 1934—1936 годах.
- ГАЗ-60 — серийная полугусеничная модификация с резинометаллической гусеницей с приводом ленивца от стандартного моста. Годы выпуска: 1938—1943.

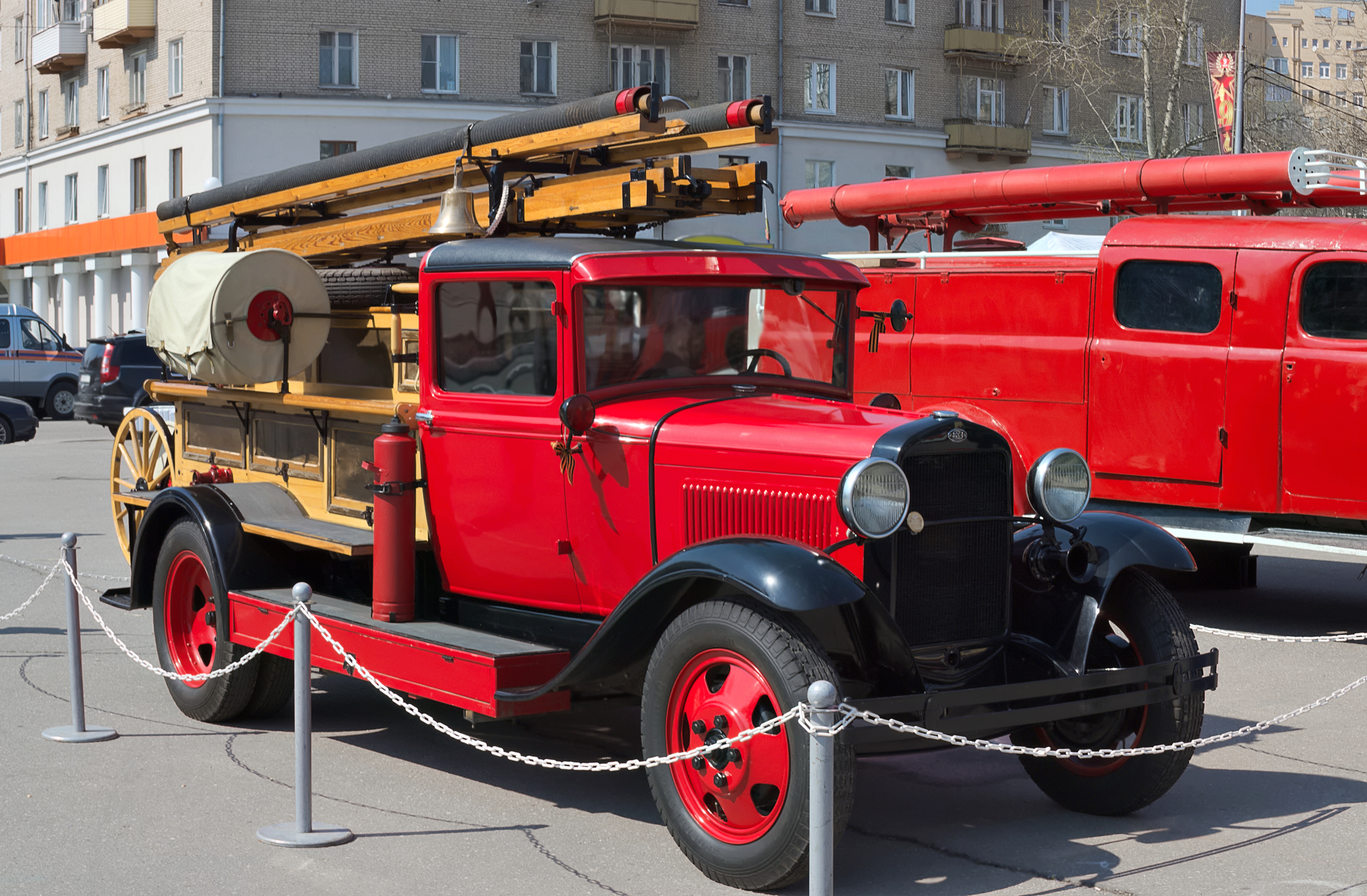
Пожарный автомобиль ПМГ-1

- ГАЗ-65 — модификация повышенной проходимости с гусенично-колёсным движителем с приводом от стандартных задних колёс.
- ГАЗ-03-30 — 17-местный автобус общего назначения с кузовом на деревянном каркасе с металлической обшивкой. Производился на мощностях смежника ГАЗа — ГЗА (Горьковский завод автобусов, ранее завод «Гудок Октября»). Годы выпуска: 1933—1950, с перерывом в 1942—1945. Самая распространённая модель советского автобуса довоенного периода.
- ГАЗ-55 (М-55) — санитарный автомобиль, оснащался амортизаторами заднего моста. Вместимость: 10 человек, включая четырёх на носилках. Годы производства: 1938—1945.
- ГАЗ-МС: Версия полугрузовика, выпускавшаяся Управлением реконструкции транспорта Москвы с 1934 по 1955 год.
- ПМГ-1 — пожарный автомобиль (линейка). Годы выпуска: 1932—1941 (?).